# Milan Jurčina
Milan Jurčina (ur. 7 czerwca 1983 w Liptowskim Mikułaszu) – słowacki hokeista, reprezentant Słowacji, trzykrotny olimpijczyk.

## Kariera
- MHk 32 Liptowski Mikułasz U18 (1997-1998)
- MHk 32 Liptowski Mikułasz U20 (1998-2000)
- Halifax Mooseheads (2000-2003)
- Providence Bruins (2003-2005)
- Boston Bruins (2005-2007)
- Washington Capitals (2007-2009)
- Columbus Blue Jackets (2009-2010)
- New York Islanders (2010-2012)
- Piráti Chomutov (2012-2013)
- Lukko (2013)
- TPS (2013-2014)
- Fribourg-Gottéron (2014)
- Dinamo Ryga (2014-2015)
- KHL Medveščak Zagrzeb (2015-2016)
- Eisbären Berlin (2016-2016)
- Nürnberg Ice Tigers (2016-2019)
- Sparta Praga (2019-)

Wychowanek klubu MHk 32 Liptovský Mikuláš. W 2000 wyjechał do Kanady i przez trzy sezony grał w juniorskich rozgrywkach QMJHL w ramach CHL. W międzyczasie w drafcie NHL z 2001 został wybrany przez Boston Bruins. Następnie od 2003 grał w zespole farmerskim w lidze AHL, a od 2005 przez siedem sezonów w lidze NHL w barwach czterech klubów. W 2012 powrócił do Europy, początkowo grał w drużynie czeskiej ekstraligi, a od lutego 2013 w fińskiej SM-liiga - wpierw w Lukko. Od listopada 2013 zawodnik TPS w tej samej lidze. Od lutego 2014 zawodnik szwajcarskiego klubu Fribourg-Gottéron. Od sierpnia 2014 zawodnik Dinama Ryga. Od sierpnia 2015 do początku lutego 2016 zawodnik Medveščaka Zagrzeb. Od połowy lutego 2016 zawodnik Eisbären Berlin. Od września 2016 zawodnik Nürnberg Ice Tigers. PO trzech sezonach tamże w październiku 2019 przeszedł do Sparty Praga. W lutym 2020 przedłużył kontrakt o rok.
Uczestniczył w turniejach zimowych igrzysk olimpijskich 2006, 2010, 2014 oraz mistrzostw świata w 2006, 2007, 2011, 2013, 2015.

## Sukcesy
Klubowe
- Mistrzostwo dywizji NHL: 2008, 2009 z Washington Capitals